# Untereschenbach (Hammelburg)
Untereschenbach ist ein Gemeindeteil der Stadt Hammelburg im unterfränkischen Landkreis Bad Kissingen in Bayern.

## Geographische Lage

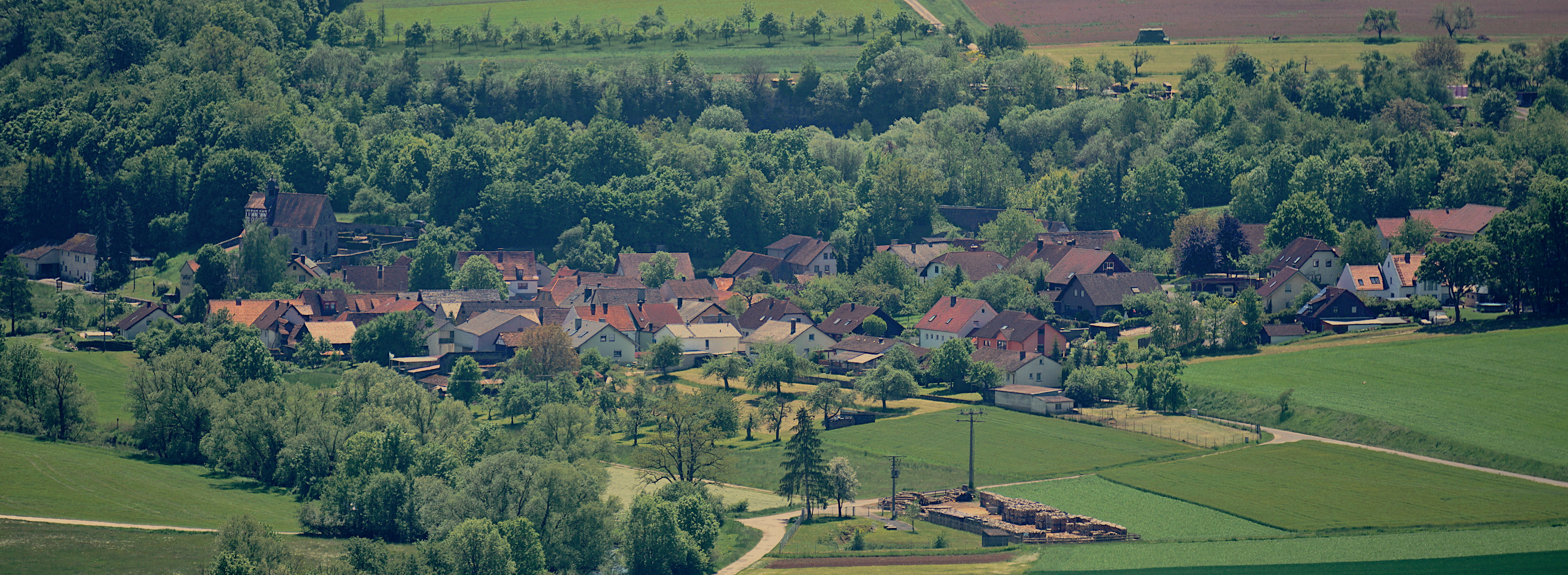
Untereschenbach vom Sturmiusberg aus gesehen

Das Kirchdorf Untereschenbach liegt westlich von Hammelburg an der Bundesstraße 27, die von Untereschenbach aus nach Obereschenbach führt.

## Geschichte
Die erste bekannte Erwähnung stammt vom 7. Januar 777. Auf diesen Tag ist eine Schenkungsurkunde von Karl dem Großen an das Kloster Fulda datiert, in der der Ort „Achynebach“ genannt wird.
Am 1. Juli 1970 wurde der Ort nach Obereschenbach eingemeindet, das am 1. April 1972 im Rahmen der Gebietsreform in Bayern ein Gemeindeteil von Hammelburg wurde.